# Llista de Turcmans d'Erbil
Llista de Turcmans d'Erbil fou una coalició electoral dels turcmans de l'Iraq a les eleccions regionals del Kurdistan Iraquià del 25 de juliol de 2009. Estava encapçalada per cinc notables turcmans d'Erbil: Sherdil Tahsin Arsalan, Ta'fa Rostam Qasab, Thaura Saleh, Nafeh Rostam i Ahtham Abdul Karim. Era favorable al govern regional del Kurdistan i a la incorporació de Kirkuk a la regió i contrària a la influència turca. Va aconseguir un diputat que sumats a l'altra llista favorable al govern mantenia les forces dels turcmans prokurds com havien quedat a les eleccions del 2005.